# Dungeon Siege: Legends of Aranna
Dungeon Siege: Legends of Aranna est une extension pour le jeu vidéo de rôle Dungeon Siege qui est sortie en décembre 2003 
sur Mac OS X et Windows. C'est aussi un jeu vidéo de type action-RPG. développé par Chris Taylor chez Gas Powered Games en collaboration avec Mad Doc Software et édité par Microsoft Game Studios.

## Système de jeu
Ce deuxième jeu de la série Dungeon Siege se joue à l'aide d'une souris et d'un clavier. Comme son prédécesseur, Legends of Aranna n'a qu'un seul écran de chargement.

## Au tout début
Lorsque l'on commence le jeu, on entre tout de suite dans l'histoire :

« Vous avez entendu des récits parlant de grandes aventures de héros partis en croisade dans le royaume d'Ehb pour affronter le redoutable Krug, des Mucosas vénéneuses et d'horrible zombies assoiffée de sangs nouveaux. Après avoir grandi dans une paisible petite ville de la garnisons d'Arhok et d'avoir parfait vos aptitudes, vous rêvez vous aussi d'aventures trépidantes.
Un jour, vous avez découvert une étrange histoire, lors de la lecture d'un vieux journal abîmé: Vos parents eux aussi ont été des héros qui se sont illustrés sur le continent d'Aranna. Ce journal vous a ensuite conduite sur une ile où dont l'histoire remonte à des dizaines de générations. C'est à ce moment que vous rencontrerez d'étranges créatures  dont certaines se livrent une guerre sans merci depuis des décennies. »

[réf. nécessaire]

## Les races

### Les Utréens
Les Utréens sont une ancienne civilisation composée d'être très puissants, responsables en grande partie de la magie d'Aranna. Pour les anciens Utréens, le confort et la sécurité étaient d'une importance absolue. Après quelques millénaires de suprématie, ceux-ci ont, sans le vouloir, précipité leur propre déclin en croyant à tort que leur magie et leurs machines les rendaient infaillibles et en niant aussi la force destructrice de leur puissance sur les autres races de l'île. Comme beaucoup de civilisation avant eux, les Utréens ont ignoré les dangers liés à l'élimination des autres races. C'est ainsi qu'ils durent affronter durant des années de guerre interminables les Zaurasks et les Hassats.

### Les Zaurasks
Les Zaurasks ont été attirés hors des jungles et des marais par les Utréens qui les ont soumis à leur magie. Au départ obéissants et dociles, les Zaurasks ont accepté en toute innocence de travailler pour les Utréens; mais ils ont fini par se rebeller contre leurs maîtres et ont réussi à se libérer du joug utréen. Certains n'ont malheureusement pas eu le temps de s'échapper et ont été réduits en esclavage dans les manufactures utréennes. Sans l'ombre d'un doute, les Zaurasks vouent désormais une haine sans borne aux Utréens. Ils ont gagné leur indépendance lors de guerres raciales et tentent désormais d'établir leur propre culture et société.

### Les Hassats
Les Hassats sont des félins indigènes se tenant debout à l'aide de leurs pattes arrière. Les magiciens Utréens ont mis en place l'élevage des Hassats car ils constituaient une main-d'œuvre bon marché pendant la période de captivité des Zaurasks.

### Les Drocs
Les Drocs sont issus d'une espèce primitive de crocodiles. Ils passent leur temps à tenter d'apaiser leurs dieux. Ces derniers demandent d'incessant sacrifices. Les Drocs vivent dans des cavernes et se nourrissent d'algues et de plancton. Ils adorent se parer d'os, notamment de crânes humains.

### Les Demi-Géants
Aussi présent dans Dungeon Siege II, les Demi-Géants, comme leur nom le dit, sont des demi-géants. Ils se surnomment eux-mêmes « les enfants de la montagne ». Malgré leur imposante silhouette, les Demi-Géants craignent d'être les derniers spécimens de leur espèce. Depuis de nombreuses générations, ils sont coupés de leur terre natale et la natalité diminue au fil des saisons. Ils croient que leur peuple va s'éteindre sur cette ile maudite de magiciens fous et de misérables expériences.

## Nouveau moyen de déplacement
Dans cette extension, on peut se déplacer via des téléporteurs disséminés partout sur la carte. Ils se présentent sous la forme de plates-formes s'envolant pour atterrir à la destination voulue.

## Améliorations du jeu

### Système de téléportation
Dans cette extension un nouveau dispositif de transport a été mis au point pour pouvoir voyager de ville en ville plus rapidement. Mis au point par les Utréens, ce système de transport constituait autrefois le pivot d'un réseau de commerce qui s'étendait sur tout Aranna. N'ayant plus le temps d'entretenir les plates-formes, les Utréens ont regardé leur invention tomber en ruine. Désormais, nombreuses font partie du paysage mais quelques-unes sont encore en bonne condition.